# Elosuchidae
Los elosúquidos (Elosuchidae) son una familia de arcosaurios cocodriloformos neosuquios que vivieron a principios del Período Cretácico en lo que es hoy África. Lapparent de Broin (2002) acuñó esta nueva familia para las dos especies de un nuevo género, Elosuchus (E. cherifiensis y E. felixi) y para Stolokrosuchus lapparenti (Larsson y Gado 2000), sosteniendo que este no pertenece a Pierosauridae como se había creído con anterioridad. Se caracterizan por un hocico alargado con nódulos óseos en el prefrontal, con apariencia semejante a un gavial y, con probabilidad, completamente acuáticos.